# Club de Madrid
O Club de Madrid (ou Clube de Madri) é uma organização independente sem fins lucrativos criada para promover a democracia e a mudança na comunidade internacional. 
Composta de 89 ex-presidentes e ex-primeiros-ministros de 58 países, o Club de Madrid é o maior fórum mundial de antigos Chefes de Estado e de Governo.
Entre seus principais objetivos estão o fortalecimento das instituições democráticas e o aconselhamento sobre a resolução de conflitos políticos em duas áreas fundamentais: liderança democrática e governança; e resposta a crises e a situações pós-crise.
O Club de Madrid trabalha em conjunto com governos, organizações intergovernamentais, órgãos da sociedade civil, acadêmicos e representantes do mundo dos negócios, incentivando o diálogo a fim de promover a mudança social e política. O Club de Madrid também trabalha na busca de métodos eficazes para prestar assessoria técnica e recomendações para os governos nacionais de transição, visando tomar medidas para estabelecer a democracia.

## Composição
Existem atualmente 89 membros titulares, todos eles antigas autoridades governamentais que têm direito pleno de voto. O clube também tem membros institucionais – os que pertencem a organizações públicas e privadas que compartilham objetivos democráticos similares, incluindo a Fundación de las Relaciones Internacionales y el Diálogo Exterior (FRIDE), e a Fundação Gorbachev da América do Norte (sigla em inglês, GNFA), ambos patrocinadores originais da conferência de fundação em 2001. 
Além deles, o Club de Madrid tem vários membros honorários, como Kofi Annan e Aung San Suu Kyi; e altos conselheiros, que são especialistas em transição democrática.
O Clube tem sede em Madri (Espanha), apesar de as reuniões serem realizadas em todo o mundo. Atualmente Wim Kok, antigo primeiro-ministro dos Países Baixos (1994-2002), é o presidente da organização, que também tem dois Vice-Presidentes: Jennifer Mary Shipley (Nova Zelândia) e César Gaviria (Colômbia).
- Presidente – Wim Kok
- Vice-Presidente – Jennifer Mary Shipley
- Vice-presidente – César Gaviria

O Clube foi criado a partir de um evento sem precedentes, de quatro dias de duração, que teve lugar em outubro de 2001 em Madri, a Conferência sobre Transição e Consolidação Democrática (CDTC). Este evento reuniu 35 líderes mundiais, mais de 100 acadêmicos conceituados e especialistas em política da Europa, das Américas, da Ásia e da África para discutir ideias e meios de implementação de ambas as perspectivas objetivas e subjetivas. A conferência discutiu oito tópicos principais:
- Desenho constitucional
- O Poder Legislativo e sua relação com o Executivo
- O Poder Judiciário e sua relação com Executivo
- Procedimentos de combate à corrupção
- O papel das Forças Armadas e das forças de segurança
- Reforma da burocracia estatal
- Fortalecimento do político e social e dos partidos políticos
- Condições econômicas e sociais

## Estrutura e Organização
O principal recurso do Club de Madrid é o seu rol de membros, que inclui 89 ilustres ex-chefes de Estado e de Governo de nações democráticas. A vantagem comparativa do Club de Madrid baseia-se nos seguintes itens-chave:
- Experiência pessoal e prestígio de seus membros.
- Acesso aos maiores especialistas do mundo em democracia.
- Especialização em transição democrática e em problemas de consolidação.
- Abordagem prática de suas atividades, através da implementação de projetos com resultados tangíveis.

Os membros titulares são os membros do Club de Madrid que fornecem sua experiência pessoal e política como ex-chefes de Estado e de Governo. A nomeação, com base em uma proposta do Conselho de Administração, é aprovada pela Assembleia Geral.
As trocas diretas com os atuais líderes dos países no processo de transição democrática em uma base entre pares, e a capacidade dos membros de entregar a mensagem certa no tempo certo são dois dos principais recursos do Club de Madrid. Neste sentido, os membros do Clube de Madrid também podem ajudar a lançar grande foco sobre a atenção internacional necessária quanto aos países-alvo e alavancar o trabalho de outras instituições que visam promover a democracia.
Os membros do Club de Madrid são apoiados por uma rede de especialistas de renome internacional que trabalham em conjunto para oferecer assistência sobre uma série de questões sobre reformas democráticas. O Club de Madrid é composto de quatro órgãos executivos e consultivos:
- Assembleia Geral
- Conselho de Diretores
- Secretariado-Geral
- Comitê Consultivo

## Membros
Vários membros do Club de Madrid desempenharam papéis importantes nos processos diplomáticos e militares que visaram acabar com as guerras na antiga Iugoslávia na década de 1990:
- Em 1991, Milan Kucan, que se tornaria presidente da recém-independente Eslovênia, negociou o Acordo de Brijuni, que pôs fim à Guerra dos Dez Dias.
- Em 1993, o político bósnio Zlatko Lagumdžija aconselhou o então presidente da Bósnia e Herzegovina contra a concordância com o plano de paz Vance-Owen. Os dois haviam sido sequestrados por tropas do Exército Popular da Iugoslávia (JNA) em Sarajevo em 1992, e a libertação de ambos foi negociada através das Nações Unidas.
- O ex-primeiro-ministro polonês Tadeusz Mazowiecki era um emissário especial da ONU para a Bósnia e Herzegovina em 1992 e, em 1993, publicou um relatório sobre violações dos direitos humanos na ex-Iugoslávia. Em 1995, Mazowiecki renunciou ao cargo em protesto contra a falta de resposta internacional às atrocidades que estavam sendo cometidas na Bósnia – em particular, ao massacre de Srebrenica.
- O presidente dos EUA, Bill Clinton, foi fundamental para impelir a OTAN a intervir na Bósnia e em Kosovo. Em 1995, seus esforços produziram a Operação Deliberate Force, resultando nos Acordos de Dayton que puseram fim à Guerra da Bósnia. Em 1999, os EUA e outras potências da OTAN procuraram pôr fim à Guerra do Kosovo com o Acordo de Rambouillet, mas a Iugoslávia percebeu que o acordo forçou-a a ceder muito e recusou-se a assiná-lo. Esta recusa resultou na Operação Allied Force, durante a qual a OTAN utilizou supremacia aérea e bombardeio estratégico para enfraquecer as forças militares sérvias e forçá-las a se retirar de Kosovo.
- O ex-primeiro-ministro sueco Carl Bildt serviu como Enviado Especial da União Europeia para a ex-Iugoslávia e foi copresidente da Conferência de Dayton. Ele se tornou o primeiro Alto Representante para a Bósnia e Herzegovina após a guerra, de 1995 a 1997, e foi Enviado Especial da Secretaria-Geral da ONU aos Bálcãs entre 1999 e 2001.
- Outros membros do Club de Madrid envolvidos no processo diplomático incluem Helmut Kohl, o ex-Chanceler da Alemanha, que supervisionou a reunificação das Alemanhas Oriental e Ocidental e que foi um signatário dos Acordos de Dayton; o primeiro-ministro canadense Jean Chrétien, que solicitou apoio para a participação do Canadá na Operação Allied Force; e o presidente finlandês Martti Ahtisaari, que, junto com o primeiro-ministro russo Viktor Chernomyrdin, convenceu o presidente sérvio Slobodan Milosevic a retirar-se de Kosovo, em conformidade com as exigências da OTAN.

## Lista de Membros Atuais
- Abdul Karim al-Iryani – ex-primeiro-ministro do Iêmen
- Alejandro Toledo – ex-presidente do Peru
- Alpha Oumar Konaré – ex-presidente do Mali e ex-presidente da Comissão da União Africana
- Álvaro Arzú – ex-presidente da Guatemala
- Amine Pierre Gemayel – ex-presidente do Líbano
- Anand Panyarachun – ex-primeiro-ministro da Tailândia
- Andrés Pastrana – ex-presidente da Colômbia
- Aníbal Cavaco Silva – ex-primeiro-ministro e ex-presidente de Portugal
- António Guterres – ex-primeiro-ministro de Portugal e ex-Alto Comissário das Nações Unidas para Refugiados
- António Mascarenhas Monteiro – ex-presidente de Cabo Verde
- Bacharuddin Jusuf Habibie – ex-presidente da Indonésia
- Belisario Betancur – ex-presidente da Colômbia
- Benjamin William Mkapa – ex-presidente da Tanzânia
- Bill Clinton – ex-presidente dos Estados Unidos
- Carl Bildt – ex-primeiro-ministro da Suécia e ex-Alto Representante da ONU para a Bósnia e Herzegovina
- Cassam Uteem – ex-presidente da Maurícia
- César Gaviria – ex-presidente da Colômbia e ex-secretário-geral da Organização dos Estados Americanos
- Chandrika Kumaratunga – ex-presidente do Sri Lanka
- Diego Hidalgo – do Conselho Diretor do Grupo PRISA e fundador do Club de Madrid
- Eduardo Frei Ruiz-Tagle – ex-presidente do Chile
- Ernesto Zedillo – ex-presidente do México
- Esko Aho – ex-primeiro-ministro da Finlândia
- Felipe González Márquez – ex-presidente do Governo da Espanha
- Fernando Henrique Cardoso – ex-presidente do Brasil
- Festus Mogae – ex-presidente de Botsuana
- Fidel Valdez Ramos – ex-presidente das Filipinas
- Fuad Siniora – ex-primeiro-ministro do Líbano
- Gonzalo Sánchez de Lozada – ex-presidente da Bolívia
- Gro Harlem Brundtland – ex-primeira-ministra da Noruega e ex-diretora-geral da Organização Mundial da Saúde
- Guy Verhofstadt – ex-primeiro-ministro da Bélgica
- Han Seung-soo – ex-primeiro-ministro da Coreia do Sul
- Hanna Suchocka – ex-primeira-ministra da Polônia
- Helmut Kohl – ex-Chanceler da Alemanha
- Horst Köhler – ex-presidente da Alemanha
- Inder Kumar Gujral – ex-primeiro-ministro da Índia
- Javier Pérez de Cuéllar – ex-secretário-geral das Nações Unidas
- Jennifer Mary Shipley – ex-primeira-ministra da Nova Zelândia
- Joaquim Chissano – ex-presidente de Moçambique
- John Bruton – ex-primeiro-ministro (taioseach) da Irlanda
- John Kufuor – ex-presidente de Gana e ex-presidente da União Africana
- John Major – ex-primeiro-ministro do Reino Unido
- Jorge Quiroga – ex-presidente da Bolívia
- Jorge Sampaio – ex-presidente de Portugal
- José Luis Rodríguez Zapatero – ex-presidente do Governo da Espanha
- José María Aznar – ex-presidente do Governo da Espanha
- José María Figueres – ex-presidente da Costa Rica
- Julio María Sanguinetti – ex-presidente do Uruguai
- Ketumile Masire – ex-presidente de Botsuana
- Kim Campbell – ex-primeira-ministra do Canadá
- Kjell Magne Bondevik – ex-primeiro-ministro da Noruega
- Lee Hong-koo – ex-primeiro-ministro da Coreia do Sul
- Leonel Fernández – presidente da República Dominicana
- Lionel Jospin – ex-primeiro-ministro da França
- Luis Alberto Lacalle – ex-presidente do Uruguai
- Luísa Diogo – ex-primeira-ministra de Moçambique
- Martín Torrijos – ex-presidente do Panamá
- Martti Ahtisaari – ex-presidente da Finlândia
- Mary Robinson – ex-presidente da Irlanda e ex-Alta Comissária das Nações Unidas para os Direitos Humanos
- Michelle Bachelet – ex-presidente do Chile e diretora executiva da ONU Mulheres
- Mikhail Gorbachev – ex-secretário-geral do Partido Comunista da União Soviética e ex-presidente da União Soviética
- Milan Kucan – ex-presidente da Eslovênia
- Olusegun Obasanjo – ex-presidente da Nigéria
- Óscar Arias Sánchez – ex-presidente da Costa Rica
- Osvaldo Hurtado – ex-presidente do Equador
- Patricio Aylwin – ex-presidente do Chile
- Percival James Patterson – ex-primeiro-ministro da Jamaica
- Petre Roman – ex-primeiro-ministro da Romênia
- Philip Dimitrov – ex-primeiro-ministro da Bulgária
- Poul Nyrup Rasmussen – ex-primeiro-ministro da Dinamarca
- Rexhep Meidani – ex-presidente da Albânia
- Ricardo Lagos – ex-presidente do Chile
- Romano Prodi – ex-primeiro-ministro da Itália e ex-presidente da Comissão Europeia
- Roza Otunbayeva – ex-presidente do Quirguistão
- Ruud Lubbers – ex-primeiro-ministro dos Países Baixos e ex-Alto Comissário das Nações Unidas para Refugiados
- Sadiq al-Mahdi – ex-primeiro-ministro do Sudão
- Tadeusz Mazowiecki – ex-primeiro-ministro da Polônia
- Thabo Mbeki – ex-presidente da África do Sul
- Vaira Vike-Freiberga – ex-presidente da Letônia
- Valdas Adamkus – ex-presidente da Lituânia
- Vicente Fox Quesada – ex-presidente do México
- Vigdís Finnbogadóttir – ex-presidente da Islândia
- Vladis Birkavs – ex-primeiro-ministro da Letônia
- Wim Kok – ex-primeiro-ministro dos Países Baixos
- Yasuo Fukuda – ex-primeiro-ministro do Japão
- Zlatko Lagumdžija – ex-presidente do Conselho de Ministros da Bósnia e Herzegovina

## Lista de Ex-Membros (Falecidos)
- Ferenc Mádl – ex-presidente da Hungria
- Lennart Meri – ex-presidente da Estônia
- Leopoldo Calvo-Sotelo – ex-presidente do Governo da Espanha
- Raúl Alfonsín – ex-presidente da Argentina
- Václav Havel – ex-presidente da Checoslováquia e da República Checa
- Valentín Paniagua – ex-presidente do Peru
- Adolfo Suárez – ex-presidente do Governo da Espanha
- Mário Soares – ex-primeiro-ministro e ex-presidente de Portugal

## Lista de Membros Honorários
- Aung San Suu Kyi – Prêmio Nobel da Paz de 1991 e membro do Parlamento de Mianmar
- Jacques Delors – ex-presidente da Comissão Europeia
- Kofi Annan – ex-secretário-geral das Nações Unidas